# Hermit
Hermit war ein Supercomputer des Höchstleistungsrechenzentrum Stuttgart. Er wurde am 24. Februar 2012 mit einer Rechenleistung von über 1 Petaflop/s vorgestellt. Mit dieser Leistung war der Computer damals auf Platz 12 der leistungsstärksten Computer weltweit. Die Kosten für den Computer beliefen sich auf 22,5 Millionen Euro. Zudem kostete der Betrieb 2 Millionen Euro jährlich. Mittlerweile wird Hermit nicht mehr verwendet.

## Technische Daten
| Spitzenleistung          | 1,045 Petaflop/s |
| Speicherplatz            | 2,7 Petabyte     |
| Hauptspeicher            | 126 TB           |
| Maximaler Stromverbrauch | 2 MW             |